# Erich Haase (Widerstandskämpfer)
Erich Haase (* 4. Januar 1908; † 31. Januar 1987) war ein deutscher kommunistischer Widerstandskämpfer gegen den Nationalsozialismus, Häftling in den Konzentrationslagern Sachsenburg und Buchenwald und Redakteur.

## Leben
Haase erlernte nach dem Besuch der Volksschule den Beruf des Schlossers. Er wurde Mitglied des Kommunistischen Jugendverbandes Deutschlands (KJVD) und trat in die Kommunistische Partei Deutschlands (KPD) ein. Er gehörte von 1932 bis 1933 der KPD-Bezirksleitung Sachsen an. Haase engagierte sich gegen den aufkommenden Nationalsozialismus. Nach der Machtübertragung an die NSDAP wurde er in „Schutzhaft“ genommen und zu einer mehrjährigen Gefängnisstrafe verurteilt. Danach wurde er in das KZ Sachsenburg überstellt. 1938 wurde er in das KZ Buchenwald eingeliefert, wo er im Häftlingskrankenbau und in der Ambulanz der Gustloff-Werke II eingesetzt wurde. Auch als Schlosser wurde er eingeteilt: Sein Bericht aus dem Jahre 1945 über diese Tätigkeit war mit „Der Bau des Krematoriums“ überschrieben. Er arbeitete auch in den DAW als Schlosser und fertigte nebenbei Gerätschaften und Utensilien in schmiedekünstlerischer Gestaltung, manchmal verziert mit Sprüchen, die die Sehnsucht nach Freiheit ausdrückten.
Als die NS-Herrschaft beseitigt war, nahm er ein Studium auf und trat in die Sozialistische Einheitspartei Deutschlands (SED) ein. Von 1947 bis 1949 war er erster Vorsitzender der IG Bergbau Leipzig. Haase war Kaderleiter und Redakteur der Leipziger Volkszeitung. Als Angehöriger des Buchenwaldkomitees der DDR verfasste er Schriften zur Geschichte des Widerstandes gegen den Nationalsozialismus. Haase lebte zuletzt als Veteran in Leipzig.

## Auszeichnungen
- 1978 Vaterländischer Verdienstorden in Gold[5]
- 1983 Ehrenspange zum Vaterländischen Verdienstorden in Gold[6]